# Sonora mosaueri
Sonora mosaueri — вид змій родини полозових (Colubridae). Ендемік Мексики.

## Поширення і екологія
Sonora mosaueri мешкають на півдні Каліфорнійського півострова. Вони живуть в пустелях і напівпустелях, на сухих луках, на кам'янистих схилах пагорбів.